# Роберто Марсон
Роберто Марсон (енгл. Roberto Marson; 29. јун 1944, Пасјано ди Порденоне, Италија -  7. новембар 2011, Рим, Италија) био је италијански мултиспортски спортиста који се такмичио на Летњим параолимпијским играма четири пута и освојио укупно 26 параолимпијских медаља. Изгубио је ногу када му је бор који је секао пао на леђа.
Уврштен је у Виза Параолимпијску кућу славних Међународног параолимпијског комитета .

## Биографија
Марсон је први пут наступио на Параолимпијским играма, представљајући Италију, на другим Играма у историји у Токију, у Јапану, 1964. године. Такмичио се у три различита спорта: атлетици, мачевању у инвалидским колицима и пливању. У атлетици је освојио две златне и две сребрне медаље, поставивши нови светски рекорд од 24,20 метара у мушкој класификацији бацања копља Ц. Завршио је четврти у обе дисциплине пливања слободним стилом у којима се такмичио. У појединачним дисциплинама мачевања, Марсон је освојио сребро у мачу и сабљи, али је заједно са земљацима Франком Росијем и Ренцом Рогом освојио екипно златну медаљу у мачу и екипно бронзану медаљу у сабљи.
На Летњим Параолимпијским играма 1968. године одржаним у Тел Авиву, у Израелу, Марсон је проглашен за изузетног спортисту Игара након што је освојио десет златних медаља; три у атлетици на терену, три у пливању и четири у мачевању у инвалидским колицима . Сва златна медаља у пливању освојио је истог дана када је победио у дисциплинама 50 метара слободно, прсно и леђно. У мачевању у инвалидским колицима освојио је појединачно злато у мачу, флорету и сабљи. Придружили су му се Ђовани Ферарис, Виторио Лој, Франко Роси и Џермано Занарото да би победили Француску са 5–4 у финалу и освојили злато за Италију у екипном флорету. Са Ферарисом и Занаротом освојио је сребро у екипном сабљи, а такође је освојио и сребро у екипном мачу заједно са Лоијем и Росијем. Успешно је одбранио параолимпијске титуле у бацању копља и диска које је освојио у Токију, а додао је и трећу атлетску златну медаљу у бацању палице и бронзану у бацању кугле . 
Године 1972. на Параолимпијским играма у Хајделбергу, Марсон је учествовао у једној атлетској дисциплини и четири у мачевању у инвалидским колицима. Завршио је четврти у мушкој дисциплини бацања диска 4, а злато је освојио Канађанин Јуџин Рајмер .  У појединачним дисциплинама мач, појединачна сабља и екипна сабља задржао је своје параолимпијске титуле, али је његов италијански тим изгубио од Велике Британије и освојио златну медаљу у екипној сабљи.
Марсонове последње Параолимпијске игре одржане су 1976. године у Торонту, у Канади. Није успео да освоји медаље ни у једној од својих атлетских дисциплина нити у појединачним такмичењима у мачевању у инвалидским колицима, али је освојио бронзану медаљу у мушкој екипној конкуренцији мач.  Био је председник Италијанске федерације за спортски хендикеп од 1980. до 1990. године.  Умро је 2011. године, а 2012. године је примљен у Међународну параолимпијску кућу славних. Дана 14. маја 2021. године, Јупитеров астероид 39795 Марсон, који су астрономи открили на Спејсвочу 1997. године, named је у његово сећање.